# 约翰·卡鲁·埃克尔斯
约翰·卡鲁·埃克尔斯爵士，AC，FRS，FRACP，FRSNZ，FAAS（英語：Sir John Carew Eccles，1903年1月27日—1997年5月2日），澳大利亚神经生理学家，1963年因在突触研究方面取得进展而获得诺贝尔生理学或医学奖。

## 生平
1903年出生於澳大利亚墨尔本。1925年毕业于墨尔本大学，在罗氏奖学金的资助下前往牛津大学深造并于1929年获哲学博士学位。1937年，埃克尔斯返回澳大利亚，在二战军事部门服务。战争结束后，埃克尔斯在新西兰奥塔戈大学任教授。1952年至1962年，他又在澳洲國立大學（ANU）任教授。1963年，埃克尔斯获得诺贝尔生理学或医学奖和澳大利亚年度风云人物。
1966年，埃克尔斯移居美国。1968年起在纽约州立大学布法罗分校任教直至1975年退休。退休后，埃克尔斯移居瑞士。
1997年，在瑞士洛迦诺逝世。

## 观点

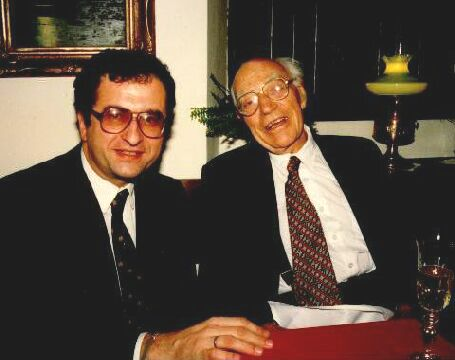
1993年埃克尔斯（右）與 捷克精神病學家Cyril Höschl（左）合影

埃克尔斯爵士认为所有证据表明，人的“意识”和“大脑”是两个独立的个体。人类拥有一种非物质的、独立于大脑的意识──“灵魂”。意识包括我们所说的精神或灵魂。他认为“灵魂”和“大脑”的关系可理解为被造物主创造的两个完全同步的平行运动的手表，证明了造物主非凡的创造力。

## 榮譽
- 澳洲國立大學（ANU）醫學院埃克爾斯醫學圖書館，以其名命名（Eccles Medical Sciences Library）。

| 前任： 乔克·斯特罗克 | 澳大利亚年度风云人物 1963年 | 繼任： 唐·弗雷泽 |

1. ↑  Hobson, Allan. . Dana Foundation. 2004-04-01. （原始内容存档于2021-06-06）.